# Somalaya
De Somalaya of het Somalayagebergte is een bergketen die volgens computermodellen over zo’n 200 miljoen jaar zal ontstaan langs de westkust van India in het supercontinent Pangea Ultima. Dit zal gebeuren tijdens de toekomstige plaattektoniek van de Indische Oceaan en de botsing van India, Somalië en Madagaskar. Deze botsing is het gevolg van het losbreken van Somalië van de Grote Riftvallei in Afrika en het afdrijven daarvan in de richting van India. Dat veroorzaakt tevens subductie van de huidige Indische Oceaan.
De computermodellen die de vorming van het Somalayagebergte beschrijven zijn opgesteld door geologen van de Universiteit Utrecht. De resultaten zijn in 2021 gepubliceerd. De geologen stelden een serie regels op die vertellen welke stukken van de huidige Indische Oceaan, waarin onder meer een aantal kleine continentjes liggen zoals de Seychellen, afschraapt worden en welke niet, en hoe India, Somalië en Madagaskar in de verre toekomst gaan vervormen. Die regels waren er voorheen niet.
De Utrechtse geologen stelden de regels op aan de hand van hun werk aan gebergten over de hele wereld. Daarmee hadden ze een primeur in handen: ’s werelds eerste ‘recept’ voor gebergtevorming. Het onderzoek waarvoor de modellen gebruikt werden, werd op 12 januari 2021 geaccepteerd voor publicatie in het American Journal of Science en in juni van dat jaar daadwerkelijk gepubliceerd.
De naam van de nieuwe bergketen is bedacht door dezelfde onderzoekers.